# Arrosticini

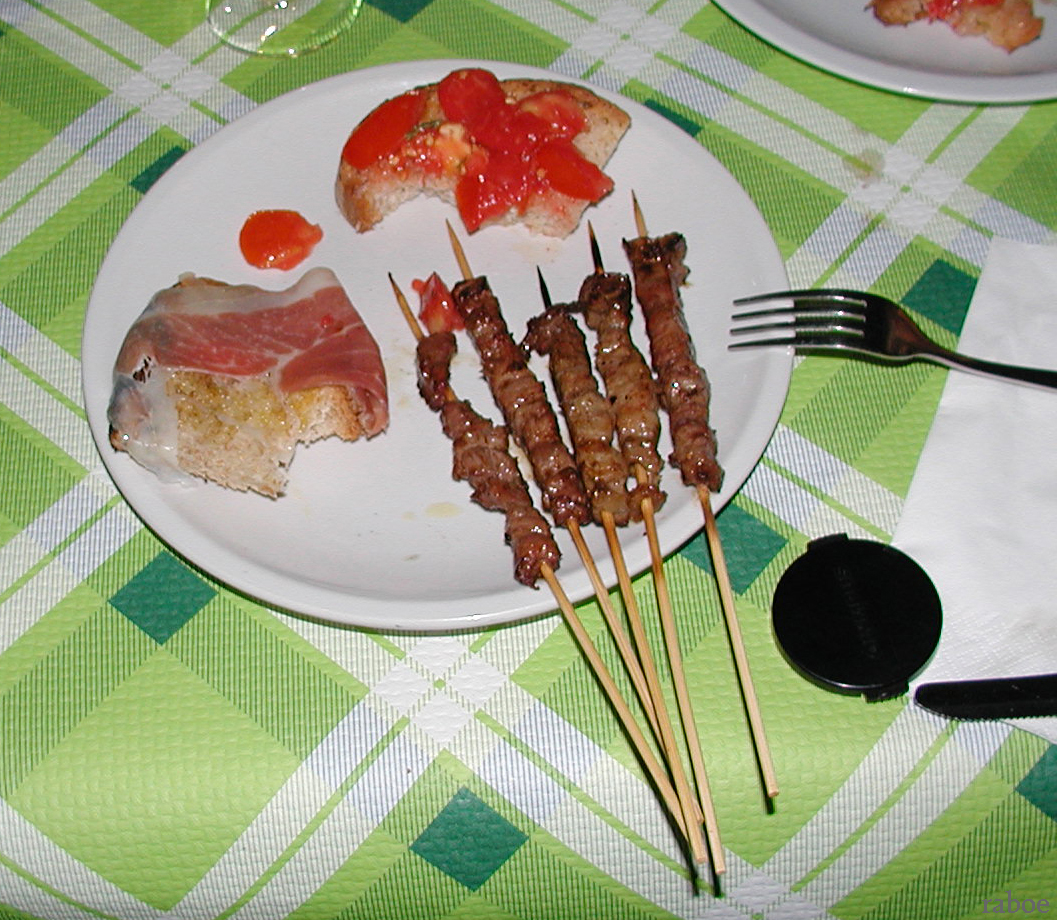
Arrosticini de oveja.

Los arrosticini (‘pinchos’) son brochetas de carne de castrado (originalmente) o de oveja (actualmente, debido a la poca disponibilidad de animales castrados) típicos de la cocina popular de los Abruzos. En algunas zonas también se llaman rustelle o arrustelle.

## Origen
Típicos de la «zona pedemontana en la vertiente oriental del Gran Sasso, y en particular de la región al pie del Voltigno, en la zona de Villa Celiera— se producen actualmente, con poca caracterización local, casi en cualquier parte del territorio, tanto artesanal como industrialmente. Se degustan en toda la región y, por sus buenas y prácticas características, gozan de gran reconocimiento fuera de los Abruzos, gracias a algún empresario que los suministra a grandes cadenas de distribución con resultados satisfactorios, no solo entre las comunidades de emigrantes abruzos.

## Preparación

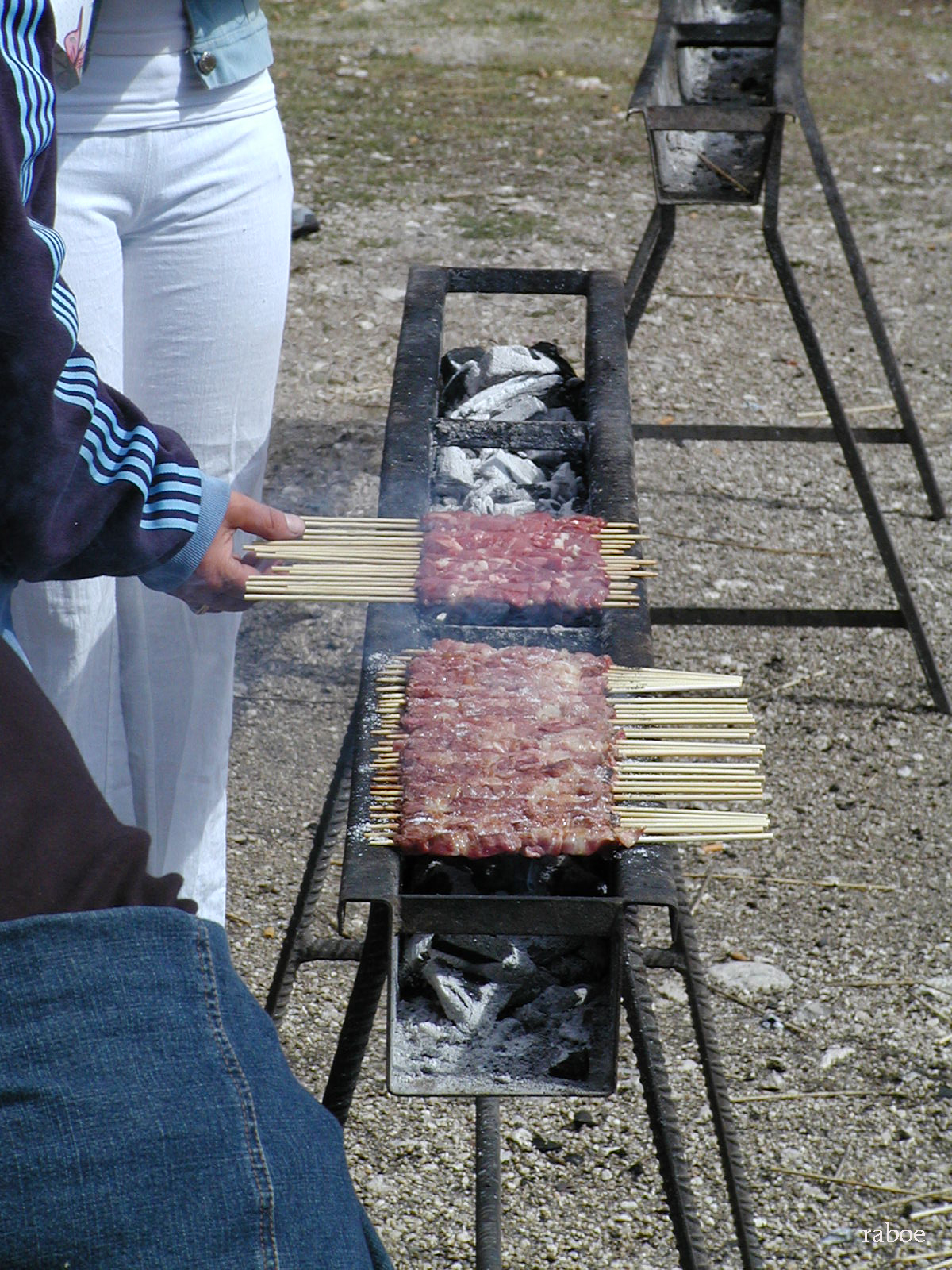
Arrosticini sobre el rustillire.

La preparación consiste en cordero cortado en trozos pequeños y puesta en pequeños pinchos (llamados en algunas zonas li cippe), que se cocina en una parrilla con forma alargada característica llamada furnacella o rustillire (o aún más raramente la canala).
Para que el asado quede bien son importantes la cocción y la parrilla utilizadas, la temperatura del fuego y sobre todo la habilidad del cocinero.

## Tipología
Hay dos tipos de arrosticini principales:
- Los producidos en serie, caracterizados por los dados de carne de alrededor de 1 cm de carne dispuestos en un pincho de madera de una longitud de hasta 10 cm.
- Los producidos manualmente, en los que la carne se corta con un cuchillo en trozos irregulares de tamaño variable, intercalando capas de carne muy magra con trozos de tocino, siempre de oveja, que los hace suaves y aromáticos. Este tipo de pinchos es más apreciado porque necesita carne de calidad excelente que tolere una cocción más larga.

## Variantes
- Arrosticini de carne de cordero castrado: se trata de la versión original.
- Arrosticini de carne de oveja: se trata de la versión más moderna, muy popular por la mayor disponibilidad de carne de ovino y su mayor suavidad respecto a la carne de cordero.
- Arrosticini de hígado: sustituyendo la carne de cordero u oveja por hígado (fegato) de oveja.
- Otras variantes: en las grandes cadenas de distribución y restaurantes se encuentran otros tipos de arrosticini, elaborados con carne de cordero no castrado, cerdo, pavo e incluso pollo.

## Formas de consumo tradicionales
Los arrosticini, un plato apreciado en los Abruzos, suelen acompañarse de rebanadas de pan rociado con aceite de oliva virgen extra (pane 'onde), que combina muy bien con un Montepulciano d'Abruzzo o, como sigue siendo costumbre en los lugares más tradicionales, con una mezcla de vino tinto con gaseosa (tres partes de vino por una de gaseosa).
Tradicionalmente se comen sacando los trozos de carne del pincho con los dientes, se toma con las manos.